# Gian Franco Saba
Pour les articles homonymes, voir Saba (homonymie).
Gian Franco Saba, né le 20 septembre 1968 à Olbia, en Sardaigne, est un archevêque catholique italien, archevêque métropolitain de Sassari 2017 à 2025, archevêque aux Armées d'Italie depuis 2025.

## Biographie
Né en 1968 à Olbia dans une famille provenant de Buddusò, Gian Franco Saba est ordonné prêtre le 23 octobre 1983.
Au niveau diocésain il a été recteur du séminaire diocésain et directeur diocésain de l'Institut des sciences religieuses. De 2000-2015, il a été recteur du séminaire régional Pontifical de la Sardaigne.
Nommé archevêque de Sassri par le pape François le 27 juin 2017, il sera consacré le 13 septembre suivant par Mgr Sebastiano Sanguinetti (it), évêque de Tempio-Ampurias.
Le 10 avril 2025, il est nommé archevêque aux Armées d'Italie.

### Rang ecclésiastique
- : Prêtre de l'Église catholique - 23 octobre 1993
- : Chapelain de Sa Sainteté - 2011

## Œuvres
- Il dialogo sul sacerdozio di Giovanni Crisostomo: sintesi tra paideia classica e paideia cristiana?, Bologna, Dehoniana Libri, 2012,  (ISBN 978-88-89386-44-6).
- Scienze religiose e processo euromediterraneo, curatela, Soveria Mannelli, Rubbettino, 2009,  (ISBN 978-88-498-2850-4).
- Albino Morera: l'uomo e il pastore nel contesto socio-religioso nella Diocesi di Tempio-Ampurias, curatela con Angelo Setzi, Soveria Mannelli, Rubbettino, 2004,  (ISBN 88-498-0646-9).